# Sohland am Rotstein
Sohland am Rotstein, Sohland a. Rotstein – dzielnica miasta Reichenbach/O.L. w Niemczech, w powiecie Görlitz, we wspólnocie administracyjnej Reichenbach/O.L. Do 31 grudnia 2013 samodzielna gmina. Do 29 lutego 2012 należała do okręgu administracyjnego Drezno.